# Nessebar (Schiff, 1946)
Die Nessebar (bulg. Несебър) war ein 1946 gebautes Passagierschiff, das zuerst bis 1956 als Saga unter schwedischer Flagge, anschließend bis 1964 unter französischer und bis zum Abwracken 1975 unter bulgarischer Flagge im Einsatz war.

## Bau und technische Daten
Noch kurz vor dem Zweiten Weltkrieg bestellte die schwedische Reederei Svenska Lloyd 1939 bei der Werft Götaverken in Göteborg ein neues Passagierschiff für ihren Nordseedienst. Im Sommer sollte das Schiff auf der Route Göteborg – London und im Winter für Kreuzfahrten eingesetzt werden. Als Unterauftrag vergab die Werft den Bauauftrag für den Kasko an die ebenfalls in Göteborg ansässige Lindholmens Varv, bei der das Schiff am 10. Oktober 1940 ohne Maschine als Saga vom Stapel lief. Kriegsbedingt wurde der Weiterbau eingestellt und nach Kriegsende wieder aufgenommen. Die Fertigstellung und Ablieferung erfolgten im Mai 1946.
Das Schiff war 128,3 Meter lang, 16,9 Meter breit und hatte einen Tiefgang von 9,0 Metern. Dabei war es mit 6458 BRT bzw. 3498 NRT vermessen und hatte eine Tragfähigkeit von 2150 Tonnen. Vier Achtzylinder-Dieselmotoren von Götaverken erzeugten 6700 PS und ermöglichten über eine Schraube eine Geschwindigkeit von 18,5 Knoten. Ihre teilweise klimatisierten Unterkünfte boten 160 Passagieren der Ersten, 80 der Zweiten und 100 der Dritten Klasse Platz, darüber hinaus standen weitere 60 tragbare Liegeplätze im Sommerhalbjahr bereit. Die Besatzung bestand aus 400 Mann.

## Geschichte

### SchwedischeSaga
Für den Svenska Lloyd war es das zweite Schiff mit diesem Namen, den davor ein 1909 gebautes und von 1916 bis 1929 eingesetztes Passagierschiff trug. Die neue Saga startete am 20. Mai 1946 zu ihrer Jungfernfahrt von Göteborg nach London und war bis dahin das größte Schiff, das in der Londoner City anlegte. Im Herbst lösten die beiden älteren Schiffe Britannia und Suecia die Saga im Nordseedienst ab, die anschließend die Kreuzfahrtsaison zu den Kanarischen Inseln, nach Casablanca sowie nach Spanien und Portugal eröffnete. Bereits zuvor hatte sie in Norwegen Bergen und den Hardangerfjord besucht. Auf Dauer war die Saga für den Nordseedienst zu groß und die Betriebskosten des Schiffes zu hoch, so dass die Reederei die Saga im Dezember 1956 nach Frankreich verkaufte.

### FranzösischeVille de Bordeaux
Käufer des Schiffes war die Compagnie Générale Transatlantique, die dem Schiff den Namen Ville de Bordeaux gab und einen neuen Dieselmotor von Burmeister & Wain einbauen ließ. Die Reederei setzte das Schiff zunächst für ein Jahr auf der Route zwischen Bordeaux und Casablanca ein, bis sie 1957 durch die Maroc ersetzt wurde. Die Ville de Bordeaux fuhr anschließend auf den Strecken nach Nordafrika und den atlantischen Inseln. 1963 nahm sie den Betrieb auf ihrer letzten Linie auf und verkehrte ein Jahr lang zwischen Marseille und Korsika, bevor die Reederei sie aus dem Dienst nahm und wieder verkaufte.

### BulgarischeNessebar
Käufer war die bulgarische Staatsreederei Navigation Maritime Bulgare, die das Schiff am 27. Februar 1964 in Marseille übernahm. Als Ergänzung des beginnenden bulgarischen Tourismus mit neuen Hotels für westliche Besucher suchte das Unternehmen Balkanturist ein Kreuzfahrtschiff zur Erwirtschaftung zusätzlicher westlicher Devisen, das 1967 durch die Warna verstärkt wurde. Für die Reederei war es das erste größere Passagierschiff, das über die Küstenschifffahrt hinaus zum Einsatz kam. Die Neuerwerbung erhielt den Namen Nessebar nach der gleichnamigen Stadt Nessebar. Noch in Marseille wurde das Schiff den neuen Bedürfnissen angepasst und für 319 Passagiere der Ersten und der Zweiten Klasse umgebaut. Die Besatzung bestand nun aus 129 Mann. Die Reederei setzte die Nessebar zunächst für Fahrten nach Istanbul ein, später auch nach Port Said. Allein in den ersten drei Monaten beförderte die Nessebar fast 6000 Passagiere aus 18 Ländern. Das Schiff erfreute sich großer Beliebtheit und erhielt den Spitznamen „Weißer Schwan“.
Mit der Neuordnung der bulgarischen Reedereien wechselte die Nessebar 1972 von der Navigation Maritime Bulgare zur neugegründeten Balkanship – einer Tochter von Balkanturist, der nun die Passagierschiffe des Landes unterstanden. 1975 wurde der Betrieb unrentabel und das Schiff noch im gleichen Jahr außer Dienst gestellt. Am 25. Dezember erreichte die Nessebar die Abwrackwerft in Split.